# Клёси, Бленди
Бленди Клёси (алб. Blendi Klosi; род. 13 января 1971, Тирана) — албанский политик, член Социалистической партии Албании и депутат Народного собрания от Берата. 13 сентября 2017 года он был назначен министром туризма и окружающей среды во втором правительстве Эди Рамы.

## Ранние годы и образование
Бленди Клёси родился и вырос в Тиране, столице Албании. Он изучал электронную инженерию в Тиранском университете, который окончил в 1993 году. С 1994 года до 1996 года Клёси читал лекции в этом же университете. В 1996 году он перешёл на работу в Совет министров, сначала занимая должность в Департаменте государственного управления, а затем став помощником премьер-министра.

## Политическая карьера
Политическая карьера Клёси началась в январе 2000 года, когда он был назначен заместителем министра местного самоуправления в правительстве Илира Меты. 24 июня 2001 года он впервые избрался в Народное собрание Албании от избирательного округа Фиери в качестве члена Социалистической партии. Клёси занимал пост заместителя министра местного самоуправления до июня 2002 года, а 29 декабря 2003 года, после ряда перестановок в правительстве, был назначен министром культуры, молодёжи и спорта в 3-м правительстве Фатоса Нано. Он оставался на этой должности до 1 сентября 2005 года.
Хотя Социалистическая партия и проиграла на выборах в 2005 году, Клёси всё-таки сумел переизбраться депутатом от своего избирательного округа, став таким образом одним из 42 депутатов парламента Албании от Социалистической партии. На парламентских выборах 2009 года он вновь был переизбран депутатом Народного собрания, но на этот раз он уже баллотировался от избирательного округа Дуррес.
23 июня 2013 года Клёси был избран членом Социалистической партии по округу Дуррес. На парламентских выборах Социалистическая партия вместе со своими союзниками получила абсолютное большинство в Народном собрании (84 депутата, из них 7 от округа Дуррес, кандидатом от которого был Клёси). 29 апреля 2015 года Клёси был назначен министром социального обеспечения и молодёжи, заменив на этом посту Эрьона Велиая. Тот оставил его, так как был избран мэром Тираны на местных выборах, состоявшихся 21 июня 2015 года. 13 марта 2017 года премьер-министр Эди Рама сообщил о смене четырёх министров в своём правительстве (в том числе и Клёси), аргументируя это тем, что они будут вовлечены в избирательную кампанию и сделают всё необходимое для победы Социалистической партии на парламентских выборах в июне 2017 года. Олта Джачка заменила Клёси на посту министра социального обеспечения и молодёжи.
На парламентских выборах 2017 года Социалистическая партия одержала победу с абсолютным большинством голосов. Бленди Клёси в качестве лидера списка кандидатов партии по избирательному округу Берат в пятый раз подряд был избран депутатом Народного собрания Албании .
13 сентября 2017 года Бленди Клёси был назначен министром туризма и окружающей среды, заменив на этой должности Лефтера Коку.